# David Eto'o
David Pierre Eto'o Fils, né le 13 juin 1987, est un footballeur international camerounais qui joue pour Eding Sport, comme ailier droit.

## Biographie

### Enfance et débuts
Né à Yaoundé, il est le frère cadet de Samuel Eto'o. Il a son neveu, Etienne, qui a également joué pour le Real Majorque. Leur père s'appelle aussi David.

### Carrière en club
Eto'o commence sa carrière à la Kadji Sports Academy au Cameroun, avant de s'installer en Espagne à l'âge de 16 ans avec le RCD Mallorca. À Majorque, il passe des périodes de prêt avec Ciudad de Murcia et Yverdon-Sport FC, quittant le club en 2005. De courts séjours à Sedan, au FC Champagne Sports, au FC Meyrin, au SD Ponferradina et à l'US Créteil-Lusitanos ont suivi, avant qu'Eto'o ne signe avec l'équipe ukrainienne du FC Metalurh Donetsk en avril 2007 ,. Il signe ensuite avec l'équipe grecque d'⁣Aris, où il est prêté à Ilisiakos. Après la fin de sa période de prêt, il quitte Aris et retourne en Espagne en août 2008 et signe un contrat avec le CF Reus Deportiu. Après deux ans avec le CF Reus Deportiu, il joue ensuite pour la Kadji Sports Academy, le FC Koper et l'Union Douala, avant de signer pour Eding Sport en 2018.

### Carrière internationale
Eto'o est appelé avec le Cameroun et fait ses débuts lors d'une victoire 2-0 en qualification pour le Championnat d'Afrique des nations 2018 contre Sao Tomé-et-Principe le 12 août 2017.  Il a trois sélections en équipe nationale. 